# Жерайс-ді-Балсас (мікрорегіон)
Жерайс-ді-Балсас (порт. Microrregião dos Gerais de Balsas) — мікрорегіон в Бразилії, входить в штат Мараньян. Складова частина мезорегіону Південь штату Мараньян. Населення становить 119 312 чоловік на 2006 рік. Займає площу 36 503,111 км². Густота населення — 3,3 чол./км².

## Склад мікрорегіону
До складу мікрорегіону включені наступні муніципалітети:
1. Алту-Парнаїба
2. Балсас
3. Фейра-Нова-ду-Мараньян
4. Ріашан
5. Тасу-Фрагозу

| Бразилія | Це незавершена стаття з географії Бразилії. Ви можете допомогти проєкту, виправивши або дописавши її. |